# آرتورو هنریکه برنهارت
آرتورو هنریکه برنهارت (به پرتغالی: Arthur Henrique Bernhardt) مهاجم اهل برزیل است که در شهر فلوریانوپلیس و در تاریخ ۲۷ اوت ۱۹۸۲ به دنیا آمده‌است.
آرتورو هنریکه برنهارت در تیم‌های فوتبال Criciúma سابقهٔ حضور دارد.